# Znaimi csata
A znaimi csata Károly főherceg és Napóleon császár csapatai között zajlott le 1809. július 12-én. A csatát követő a znaimi fegyverszünet  megszüntette az Ausztria és Franciaország közötti ellenségeskedést az ötödik koalíció háborúiban.

## Előzményei
A vesztett wagrami csata után Károly főherceg visszavonult észak felé Csehországba, abban a reményben, hogy erőit át tudja csoportosítani. A francia hadsereg is jelentős veszteségeket szenvedett a csatában, nem tudtak azonnal támadni. De mégis két nappal a csata után a francia császár északra rendelte erőit, hogy egyszer s mindenkorra leszámoljon az osztrák hadsereggel.

## A csata lefolyása
1809. július 10-én a franciák végül felzárkóztak az osztrákokhoz Znaimnál (jelenleg Znojmo, Csehország). Az osztrákok tűzszünetet javasoltak, Károly főherceg átment tárgyalni Napóleon császárral. Ugyanakkor Marmont marsall megtagadta a tűzszünet betartását, és a francia XI. hadsereg mintegy 10 000 emberét csatába küldte. Mivel az osztrákok Marmont seregét létszámban nagymértékben felülmúlták, Masséna tábornoknak nem volt más választása, mint hogy támogassa Marmont-t. 
Július 11-én Masséna hadosztálya csatlakozott Marmont-hoz a csatában, de az osztrákok is megerősítették helyzetüket Znaimnál. Két napon át tartó hiábavaló harc után mind a két fél hasonlóan súlyos veszteségeket szenvedett el, de egyikük sem tett szert semmilyen előnyre. A fegyverszünet híre végül megérkezett Napóleonhoz, aki utasította Marmont-t a harc beszüntetésére.

## Következményei
Az ötödik koalíciós háborúnak ez volt az utolsó csatája Ausztria és Franciaország között. A békefeltételekben nem született megállapodás. A békeszerződést Schönbrunnban írták alá, 1809. október 14-én, ezzel ez a háború lezárult.

## Fordítás
- Ez a szócikk részben vagy egészben  az   Armistice of Znaim című angol Wikipédia-szócikk fordításán alapul.  Az eredeti cikk szerkesztőit annak laptörténete sorolja fel. Ez a jelzés csupán a megfogalmazás eredetét és a szerzői jogokat jelzi, nem szolgál a cikkben szereplő információk forrásmegjelöléseként.